# Simeon Noul Teolog
Simeon Noul Teolog (n. 949 d.Hr., Galatia, Turcia – d. 12 martie 1022, Regiunea Marmara, Turcia) a fost ascet, mistic și poet bizantin, venerat ca sfânt în Biserica Catolică și Biserica Ortodoxă.
Conform propriilor scrieri, în jurul anului 970 a văzut lumina taborică.

## Ediții
- Catéchèses, colecția "Sources chrétiennes", vol. 1 : catéchèses 1-5, vol. 2 : catéchèses 6-22, vol. 3 : catéchèses 23-24, traducere de Joseph Paramelle, Paris 1963-1965;
- Licht vom Licht. Hymnen, traducere de Kilian Kirchhoff⁠(en)[traduceți], Hellerau 1930 (reeditare München 1951).